# Dzień Walki z Dyskryminacją Osób Niepełnosprawnych
Dzień Walki z Dyskryminacją Osób Niepełnosprawnych – święto obchodzone w Europie corocznie 5 maja, zapoczątkowane we Francji na początku lat 90. XX wieku, jako dzień godności osób niepełnosprawnych (fr.) Rendez-vous de la Dignité (Spotkanie z godnością).
Celem obchodów jest sprzeciw wobec dyskryminacji osób niepełnosprawnych w pracy, w urzędzie oraz w życiu codziennym. Jest dniem manifestowania tolerancji i równouprawnienia. 
W ramach obchodów tego dnia w Polsce organizowany jest Marsz Godności Osób Niepełnosprawnych. Inicjatorem jest Stowarzyszenie Wspierania Aktywności Niepełnosprawnych Intelektualnie "Aktywni" w Białymstoku. Obchodzony jest także Dzień Godności Osób z Niepełnosprawnością Intelektualną. Lokalnie można spotkać inne terminy. Podwójne święto jest okazją do dyskusji o sytuacji osób niepełnosprawnych w Polsce i pokazania barier z którymi wciąż się borykają.
Warto nadmienić, że tego dnia obchodzony jest zarówno Dzień Europy, jak i celebrowany jest w Radzie Europy "Dzień Tolerancji, Praw Człowieka i Integracji Europejskiej".